# Maria Sashide
Maria Sashide (指出 毬亜, Sashide Maria), née le 20 septembre 1998 dans la préfecture de Saitama au Japon, est une seiyū japonaise.

## Doublages

### Série d'animation
2018
- Watashi ni tenshi ga maiorita! : Hana Shirosaki[1]

2020
- Nijigasaki Gakuen School Idol Club : Emma Verde

### Jeux
2017
- Puyopuyo!! Quest - Yue et Mappera